# 外交部 (聖克里斯多福及尼維斯)
外交部（英語：Ministry of Foreign Affairs）是聖克里斯多福及尼維斯負責外交事務及駐外使館的政府部門，現任部長為登齊爾·道格拉斯。

## 外交
聖克里斯多福及尼維斯雖長期與其他加勒比海鄰國及世界多國保持友好的正式外交關係，但大部分國家和地區都未派駐常任大使或代表。

## 歷任部長
以下人員曾任外交部部長：
- 甘迺迪·西蒙茲（英语：Kennedy Simmonds）（1983–1995年）
- 登齊爾·道格拉斯（1995–2000年）
- 薩姆·康多（英语：Sam Condor）（2000–2001年）
- 提摩西·哈里斯（2001–2008年）
- 登齊爾·道格拉斯（2008–2010年）
- 薩姆·康多（英语：Sam Condor）（2010–2013年）
- 帕特里斯·尼斯貝特（英语：Patrice Nisbett）（2013–2015年）
- 馬克·布蘭特利（2015年–2022年）
- 文森·拜倫（英语：Vincent Byron）（2022年）
- 登齊爾·道格拉斯（2022年起）

## 外部連結
- 外交部 （页面存档备份，存于）